# گردوبازی
گِردوبازی یا آغوزبازی یا آغوزکا از بازی‌های فولکلور قدیمی و کودکانه استان مازندران است که به صورت گروهی انجام می‌شود. این بازی دارای انواعی است که مختصری با هم تفاوت دارند. نوعی از گردوبازی شباهت به تیله بازی دارد و در کل نحوه بازی، اصطلاحات و جزئیات قواعد بازی از نسلی به نسل دیگر و ازمحلی به محل دیگر دچار تغییر شده و می‌شود. اما غالباً در این بازی، هر بازیکن از قبل تعدادی گردو با خود دارد. ستون‌هایی از گردوها، عموماً متشکل از دو گردو که روی هم قرار گرفته‌اند، به تعداد بازیکنان و به صورت ردیفی در کنار هم چیده می‌شود (که اصطلاحاً به این کار کاشتن گردوها می‌گویند). هر بازیکن گردویی مختص به خود دارد که معمولاً اندازهٔ آن بزرگ‌تر از بقیه است و به آن اصطلاحاً شَقِّه می‌گویند. بازیکنان به نوبت (که می‌تواند بر اساس قرعه مشخص شود)، گردوی شقهٔ خود را از فاصله‌ای معین (معمولاً ۴ یا ۵ متر) به سوی ردیف گردوها پرتاب می‌کند. در صورت اصابت کردن گردوی شقه به بقیه گردوها و ریختن آنها را روی زمین، بازیکن مورد نظر آن گردوها را تصاحب می‌کند، در غیر این صورت، نوبت به بازیکن بعدی می‌رسد. این روند همین‌طور ادامه می‌یابد تا اینکه تمام گردوهای کاشته‌شده در آن دور، به زمین بریزند. در هر دور، تعداد ردیف گردوها بیشتر می‌شود. در همه انواع این بازی، هدف، بُردن گردوهای رقیبان است.
در سال‌های اخیر مسابقات گردوبازی در ایران برگزار شده‌است.